# Dactylorhiza prochazkana
Dactylorhiza prochazkana är en orkidéart som beskrevs av Roman Businský. Dactylorhiza prochazkana ingår i Handnyckelsläktet som ingår i familjen orkidéer. Inga underarter finns listade i Catalogue of Life.